# Opus (architektura)
Opus – stosowane w starożytnej Grecji, Rzymie oraz w średniowieczu oznaczenie rodzaju wątku kamiennego, rodzaju tynku, układu płytek w posadzce, techniki dekoracyjnej w rzemiośle. Nie występowało samodzielnie, lecz jako: np. opus anglicanum – bogate hafy, przetykane srebrem, złotem, z wkładkami z blachy.
Przykłady zastosowania:
- opus barbaricum – z wykorzystaniem kamienic rzecznych, otoczaków;
- opus vermiculatum – szachownicowy układ mozaiki;
- opus italicum – budownictwo kamienne;
- opus rusticum – mur rustykowany;
- opus incertum – mur z kamiennych nieregularnych ciosów, układanych w nierówne pod względem wysokości warstwy;
- opus reticulatum (układ sieciowy) – ciosy w postaci sześcianów ułożonych pod kątem 45°, przez co przypominają romby;
- opus spicatum (w jodełkę) – ciosy ułożone skośnie dłuższymi bokami; dwie warstwy tworzą wzór przypominający choinkę;
- opus isodomum – ciosy są w miarę regularne, warstwy równe, zbliżonej wysokości;
- opus pseudoisodomum – jak wyżej, ale z wypełnieniem drobnymi kamieniami;
- opus quadratum – ciosy w postaci sześcianów bądź prostopadłościanów ułożonych podstawą równolegle do powierzchni gruntu;
- opus listatum (mixtum) – ciosy kamienne przekładane cegłami;
- opus caementicum – mur kamienny z wypełnieniem drobnym kamieniem, obficie zalanym zaprawą.